# Les Fiancés de Glomdal
Les Fiancés de Glomdal (titre original : Glomdalsbruden) est un film norvégien de Carl Theodor Dreyer sorti en 1926.

## Synopsis
Les amours contrariées de Berit, fille de hobereau, et de Tore, fils de paysans pauvres. Berit s'enfuit de son domicile et fait une chute à cheval. Tore la recueille chez ses parents et la soigne. Sous la pression du père de Berit, un rival, Gjermund, dresse vainement des pièges à Tore. Le jour du mariage, Tore manque d'être happé par le courant d'un fleuve. Mais, l'amour triomphera de ses adversaires.

## Fiche technique
- Titre du film : Les Fiancés de Glomdal
- Titre original : Glomdalsbruden
- Réalisation et scénario : Carl Theodor Dreyer, d'après deux nouvelles de Jacob Breda Bull
- Photographie : Einar Olsen - Noir et blanc
- Film muet
- Métrage : 1 393 m (durée : 70 minutes env.)
- Production : Victoria Film, Oslo
- Pays d'origine :  Norvège
- Sortie : janvier 1926

## Distribution
- Einar Sissener : Tore Braaten
- Harald Stormoen : son père
- Alfhild Stormoen : sa mère
- Tove Telback : Berit Glomgaarden
- Stub Wiberg : son père
- Einar Tveito : Gjermund